# چینتو رومانو
چینتو رومانو (به ایتالیایی: Cineto Romano) یک کومونه در ایتالیا است که در استان رم واقع شده‌است.

## خصوصیات
چینتو رومانو ۱۰٫۵ کیلومترمربع مساحت و ۶۶۸ نفر جمعیت دارد و ۵۱۹ متر بالاتر از سطح دریا واقع شده‌است.